# Lista de operações militares da Guerra do Ultramar
Segue-se uma lista de operações militares e batalhas ocorridas no período da Guerra do Ultramar.

## Angola

### Operação Viriato
Forças armadas
Portugal
Período
10 de Julho de 1961
Local
Nambuangongo, Angola
Unidades
- Esquadrão de Cavalaria Nº 149
- Batalhão de Caçadores Nº 114
- Batalhão de Caçadores Nº 96
- Companhia de Sapadores Nº 123

Missão
- «Reduzir os bandos rebeldes e interditar a sua passagem para sul e para este, tendo especial atenção à área de Nambuangongo-Quipedro»;
- «Manter a posse das principais regiões ou centros; Assegurar a liberdade de movimentos, em especial nos eixos Caxito-Úcua-Quitexe, Caxito-Nambuangongo e Ambriz-Nambuangongo-Quitexe»;
- «Reagrupar, proteger e orientar a instalação das populações»;
- «Exercer acção psicosocial».

### Rota Agostinho Neto
Forças armadas
MPLA
Período
Local
Leste de Angola
Unidades
Missão
- Provavelmente ligar a sua 3ª Região Militar, o Leste, à sua 1ª Região Militar, o Norte.

## Guiné-Bissau

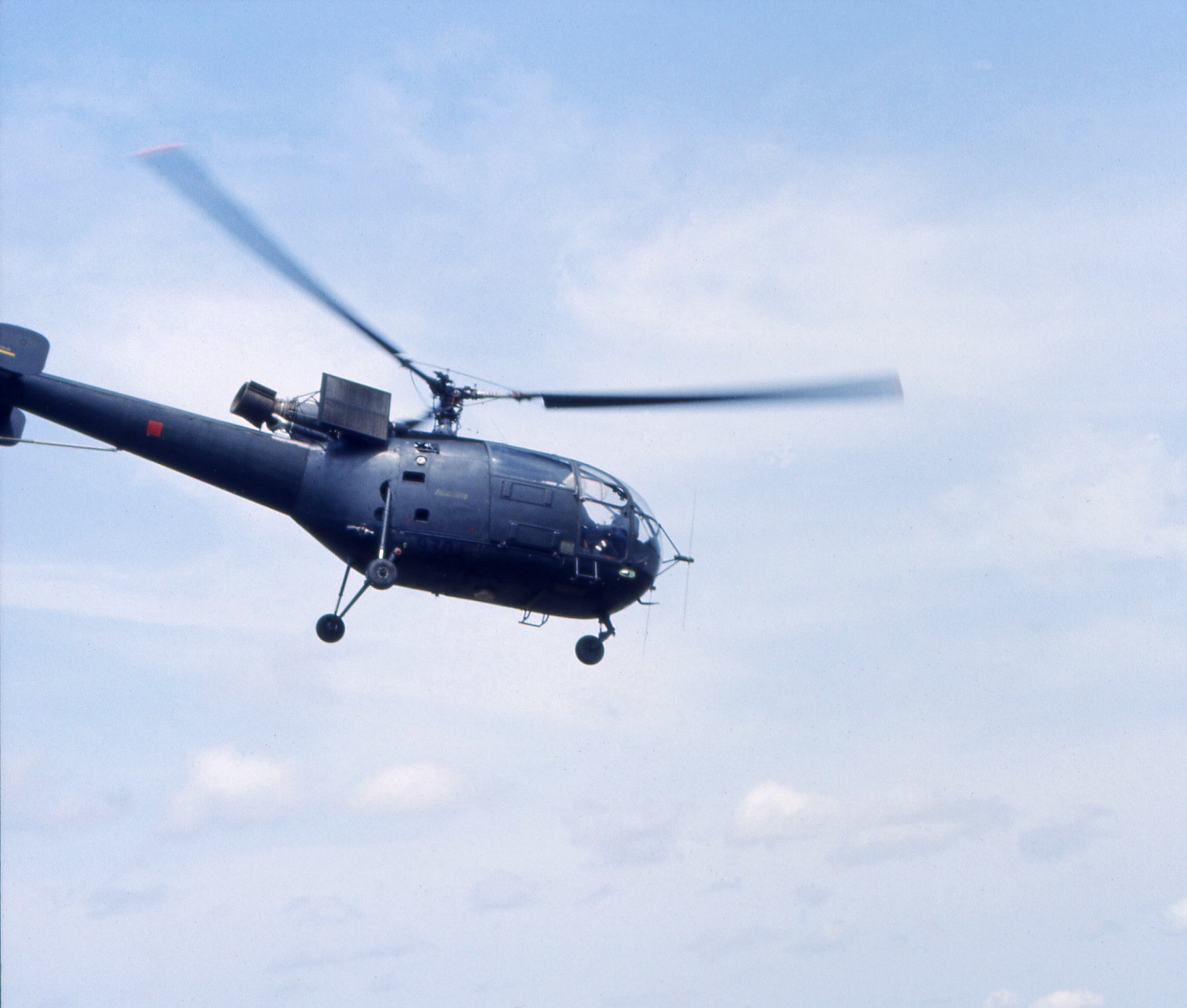
Alouette III, da Esquadra 122 "Canibais", fazendo uma evacuação sanitária na zona entre Nova Lamego e Madina do Boé (1973 ou 1974).

### Operação Tridente
Forças armadas
Portugal
Período
15 de Janeiro de 1964-24 de Março de 1964
Local
Como, Guiné-Bissau
Unidades
- Agrupamento A:

Companhia de Cavalaria Nº 487
Destacamento de Fuzileiros Especiais Nº 1
- Agrupamento B

Companhia de Cavalaria Nº 488
Destacamento de Fuzileiros Especiais Nº 8
- Agrupamento C

Companhia de Cavalaria Nº 489
- Agrupamento D

Destacamento de Fuzileiros Especiais Nº 2
- Outras Forças de Superfície

1 x Pelotão de Caçadores Páraquedistas
1 x Grupo de Comandos
Pelotão de Morteiros do Batalhão de Caçadores Nº 600)
1 x pelotão de artilharia de 88 mm
carregadores indígenas e guias fulas
- Forças Navais

Fragata NRP Nuno Tristão
Lanchas de Fiscalização e de Desembarque da Esquadrilha de Lanchas da Guiné
- Forças Aéreas

Aviões F-86 e T-6
Helicópteros Alouette II
Total de efectivos: ~1150 homens
Missão
- Destruir as forças inimigas instaladas e assegurar o controlo da região de Como: ilha de Caiar, ilha de Como e ilha de Catungo.

### Operação Grifo
Forças armadas
Portugal
Período
Abril de 1966
Local
Corredor de Guileje, Guiné-Bissau
Unidades
- Batalhão de Caçadores Páraquedistas Nº 12

Missão
- Emboscada a uma coluna de guerrilheiros.

### Operação Ciclone II
Forças Armadas
Portugal
Período
25 de Fevereiro de 1968
Local
Cafal-Cafine
Unidades
- Batalhão de Caçadores Páraquedistas nº12
- Helicópteros Alouette III

Missão
- Heli-assalto a um Bigrupo do PAIGC

### Operação Vulcano
Forças armadas
Portugal
Período
7 de Março de 1969
Local
Guiné-Bissau
Unidades
Missão
- Ataque a uma base de guerrilheiros.

### Operação Gata Pequena
Forças armadas
Portugal
Período
- Junho de 1969

Local
Região de Caboiana-Churo, Guiné-Bissau
Unidades
- Fuzileiros

Missão
- Reforçar a acção do agrupamento operacional na região da Caboiana-Churo, mediante acções irradiantes do rio Cacheu, para obter informações sobre a organização inimiga e impedir a passagem de guerrilheiros vindos do Senegal e sua instalação na área.

### Ataque a Buba
Forças armadas
PAIGC
Período
16 de Outubro de 1969
Local
Buba, Guiné-Bissau
Unidades
Missão

### Operação Jove
Forças armadas
Portugal
Período
16 a 18 de Novembro de 1969
Local
Guileje, Guiné-Bissau
Unidades
- Batalhão de Caçadores Pára-Quedistas nº 12

Missão
- Interceptar uma coluna com material de guerra, na qual viajava Nino Vieira.

### Operação Mar Verde
Forças armadas
Portugal
Período
20 a 22 de Novembro de 1970
Local
Conacri, Guiné-Conacri
Unidades
Esquadrilha de Lanchas da Guiné
Batalhão de Comandos da Guiné
Destacamentos de Fuzileiros Especiais Nºs 21 e 22 (Africanos)
Oposicionistas do Regime da Guiné-Conacri
Missão
- Libertar os militares portugueses prisioneiros em Conacri, destruir as bases e navios do PAIGC e derrubar o regime de Seko Touré

### Operação Ametista Real
Forças armadas
Portugal
Período
18 de Maio de 1973
Local
Guidaje, Guiné-Bissau
Unidades
- Batalhão de Comandos da Guiné

Missão
- «Aniquilar ou, no mínimo, desarticular a organização In na região de Guidaje-Bigene».

## Moçambique

### Operação Águia
Forças armadas
Portugal
Período
2 de Julho a 6 de Setembro de 1965
Local
- Cabo Delgado, Moçambique; epicentro: Mueda

Unidades
- Agrupamento 23: Batalhão de Caçadores 558, Batalhão de Caçadores de Nampula,
- Bateria de artilharia de 88 mm

Missão
- «realizar uma normadização contínua no tempo e tão vasta quanto possível no espaço» na área entre os rios Rovuma e Messalo;
- «desenvolver uma actividade destinada simultaneamente a exercer uma acção de presença junto das populações, destruir os elementos armados que entre elas se acoitam, destruir instalações caracteristicamente terroristas, furtando assim aos bandos inimigos todo o apoio por parte das populações, comprometidas ou não».

### Operação Nó Gordio
Forças armadas
Portugal
Período
- 1970

Local
- Distrito de Cabo Delgado

Unidades
- Agrupamento de Assalto A

1ª Companhia de Comandos de Moçambique
17ª Companhia de Comandos
18ª Companhia de Comandos
23ª Companhias de Comandos
Companhia de Caçadores nº 2730
Grupo Especial 203
2 x Pelotões de Morteiros de 81 mm
Destacamento de Engenharia
Bataria de Artilharia de 88 mm
- Agrupamento de Assalto B

1ª Companhia do Batalhão de Caçadores Páraquedistas nº 31
1ª Companhia do Batalhão de Caçadores Páraquedistas nº 32
2ª Companhia do Batalhão de Caçadores Páraquedistas nº 32
Companhia de Caçadores nº 2468
Companhia de Caçadores nº 2665
Grupo Especial 205
2 x Pelotões de Morteiros de 81 mm
Destacamento de Engenharia
Bataria de Artilharia de 88 mm
- Agrupamento de Assalto C

Destacamento de Fuzileiros Especiais nº 5
Destacamento de Fuzileiros Especiais nº 11
2ª Companhia do Batalhão de Caçadores Páraquedistas nº 31
21ª Companhia de Comandos
Companhia de Caçadores nº 2666
Grupo Especial 201
Pelotão de Morteiros de 81 mm
Bataria de Artilharia de 88 mm
- Força de Cerco Norte

1ª Companhia do Batalhão de Caçadores nº 15
Companhia de Artilharia nº 2718
Companhia de Artilharia nº 2719
Companhia de Cavalaria nº 2399
Companhia de Artilharia nº 2400
Esquadrão de Reconhecimento nº 2
- Força de Cerco Sul

Companhia de Caçadores nº 2407
Companhia de Caçadores nº 2408
Companhia de Artilharia nº 2646
Companhia de Artilharia nº 2648
Companhia de Cavalaria nº 2398
Esquadrão de Reconhecimento nº 1
- Força de Apoio de Combate

1ª Companhia do Batalhão de Engenharia nº 2
Companhia de Engenharia nº 2736
- Apoio Aéreo

Aeródromo de Manobra nº 51 (base operacional)
Aviões Do 27 e T-6 (reconhecimento e apoio de fogo)
Aviões Fiat G-91 (bombardeamento)
Avião Douglas DC-3 (acção psicológica)
Helicópteros Alouette III (transporte de manobra e assalto e evacuação sanitária)
Total de Efectivos: +8000 militares
Missão
- Desarticular a acção da FRELIMO em Cabo Delgado, através de uma grande operação de varredura, cerco e destruição das bases inimigas Moçambique, Gungunhana e Nampula.Esta foi uma das mais importantes operações militares das Forças Armadas Portuguesas no decorrer da Guerra contra os Movimentos de libertação existentes nas então Províncias Ultramarinas.

O Sr. General, Comandante das Forças Portuguesas dirigiu-se a estas identificando a operação como:
”…a mais importante de todas quantas, até hoje, se realizaram em Moçambique. Importante, quanto ao potencial de combate empregado e importante quanto ao objectivo a atingir.”
Zona de actuação: Moçambique, Planalto de Mueda
Período: 1 de Maio de 1970 e 6 de Agosto de 1970
Objectivos da Operação:
-	Destroçar o inimigo que, armado, pretende dominar a região;
-	Libertar as populações escravizadas;
-	Restabelecer a ordem e a Paz.
Composição das Forças Portuguesas:
-	7 Comandos Operacionais;
-	7 Companhias de Caçadores;
-	4 Companhias de Artilharia;
-	3 Companhias de Cavalaria;
-	2 Destacamentos de Fuzileiros;
-	5 Companhias de Comandos;
-	4 Companhias de Pára-quedistas;
-	3 Grupos Especiais;
-	2 Esquadrões de reconhecimentos;
-	1 Companhia de Morteiros médios;
-	3 Baterias de Artilharia de Campanha;
-	2 Companhias de Engenharia.
A Força Aérea colaborou na Operação com ataques ao solo e bombardeamentos (que também ocorreram no decorrer da Operação) no exterior do núcleo central para confundir o inimigo e ainda efectuou missões de:
-	Reconhecimento aéreo;
-	Ligação e controlo;
-	Transporte táctico;
-	Apoio de fogo;
-	Evacuação e reabastecimentos.
As transmissões foram asseguradas por:
-	Centro de mensagens junto do COFI;
-	Centro de cripto;
-	Central de Rádio;
-	Redes de comando em HF;
-	Redes de VHF;
-	Rede VHF de emergência;
-	Rede de ligação para apoio aéreo;
-	Destacamento avançado de manutenção e reabastecimento.
As acções preparatórias da Operação “Nó Górdio” foram executadas durante os meses de Maio e Junho de 1970.
Durante a preparação e no decorrer da operação morreram do lado Português 42 pessoas (4 Civis, 1 Capitão, 1 Alferes, 1 Furriel Miliciano, 7 1.ºs Cabos e 28 Soldados) e registaram-se 35 feridos com gravidade.
Foram identificadas as seguintes baixas nas forças oponentes, 104 Mortos e 20 Feridos confirmados.
As Forças Portuguesas efectuaram cerca de 100 prisões.
Foram destruídas 16 viaturas Portuguesas, sendo que 4 eram blindadas.
Do material apreendido às forças oponentes, destacam-se 82 granadas de morteiro e diversas minas anti-carro e anti-pessoal.
Foram destruídas cerca 10.000 palhotas que constituíam o interior do núcleo central.
Apreenderam-se diversos documentos de importância político/militar dos quais se destaca um “processo de averiguações das causas da morte de Mondlane e um projecto para assassinar Lázaro Kavandame.
Curiosidade:
Alguns aspectos da operação “Nó Górdio” foram acompanhados por uma equipa de televisão alemã. O Chefe dessa equipa entregou ao Comandante do COFI um relógio para entregar ao Militar indígena que mais se destacasse na operação. Foram identificados 26 militares com essas características, mas por ser impossível determinar qual se tinha destacado, o relógio não foi entregue a nenhum soldado, mas sim no Quartel-general da Região Militar de Moçambique. A sua entrega ao militar que mais se destacou, ficou a aguardar uma identificação mais precisa.
Este texto elaborado por Júlio Santos em Jan2008, em memória de todos os que morreram e em homenagem aos que combateram. Por razões de confidencialidade não faz referência à forma “como” decorreu a Operação.
Bibliografia: Relatório da “Operação Nó Górdio”

### Operação Zeta
Forças armadas
Portugal
Período
6 a 11 de Junho de 1969
Local
Pântano de Malambuage, Moçambique
Unidades
- 10ª Companhia de Comandos
- Duas Companhias de Cavalaria (2375 e 2376?)

- Duas companhias do Batalhão de Pára-Quedistas 32 (Nacala)
- Uma companhia do Batalhão de Pára-Quedistas 31 (Beira)

- Aviões de transporte, de combate e reconhecimento aéreo.
- mais de trinta viaturas.

Missão
Desmantelar acampamentos da Frelimo de apoio às bases do planalto dos macondes e sul do rio Messalo; cortar vias de infiltração vindas das bases Nachingwea e Mtwara na Tanzânia.

### Operação Abanadela
Forças armadas
Portugal
Período
20 a 30 de Julho de 1970
Local
Cahora Bassa, Moçambique
Unidades
- Fuzileiros

Missão
- Assegurar a segurança periférica para a construção da barragem de Cahora Bassa.

### Operação Penada
Forças armadas
Portugal
Período
Abril de 1972
Local
fronteiras de Moçambique com a Zâmbia, Malawi e Rodésia
Unidades
- Batalhão de Caçadores Pára-Quedistas 31

Missão

### Operação Marte
Forças armadas
Portugal
Período
Abril de 1968
Local
região do Niassa, Moçambique
Unidades
- 4ª Companhia de Comandos

Missão